# Renata Polverini
Renata Polverini, née le 14 mai 1962 à Rome, est une syndicaliste et une personnalité politique italienne. Secrétaire générale de l'Union générale du travail (UGL) de 2006 à 2010, elle est présidente de la région Latium de 2010 à 2013 et députée depuis cette date.

## Biographie
Diplômée en comptabilité, Renata Polverini travaille au sein de l'Union générale du travail (UGL) et représente ce syndicat au sein du Comité économique et social européen (CESE) à partir de septembre 1998. Devenue vice-secrétaire générale en 1999, elle occupe la charge de secrétaire générale de février 2006 à mai 2010.
Le 29 mars 2010, Renata Polverini, sous les couleurs du Peuple de la Liberté (PdL), remporte contre la candidate du centre gauche, Emma Bonino, les élections régionales du Latium et devient la première femme présidente de cette région le 16 avril suivant. 
Le 27 septembre 2012, elle présente sa démission à la suite d'une série de scandales sur l'utilisation de fonds publics par des élus de son parti,.
Elle se présente aux élections législatives de février 2013 et est élue députée du Latium. Elle est réélue le 4 mars 2018.